# إيكيدنا (أسطورة)

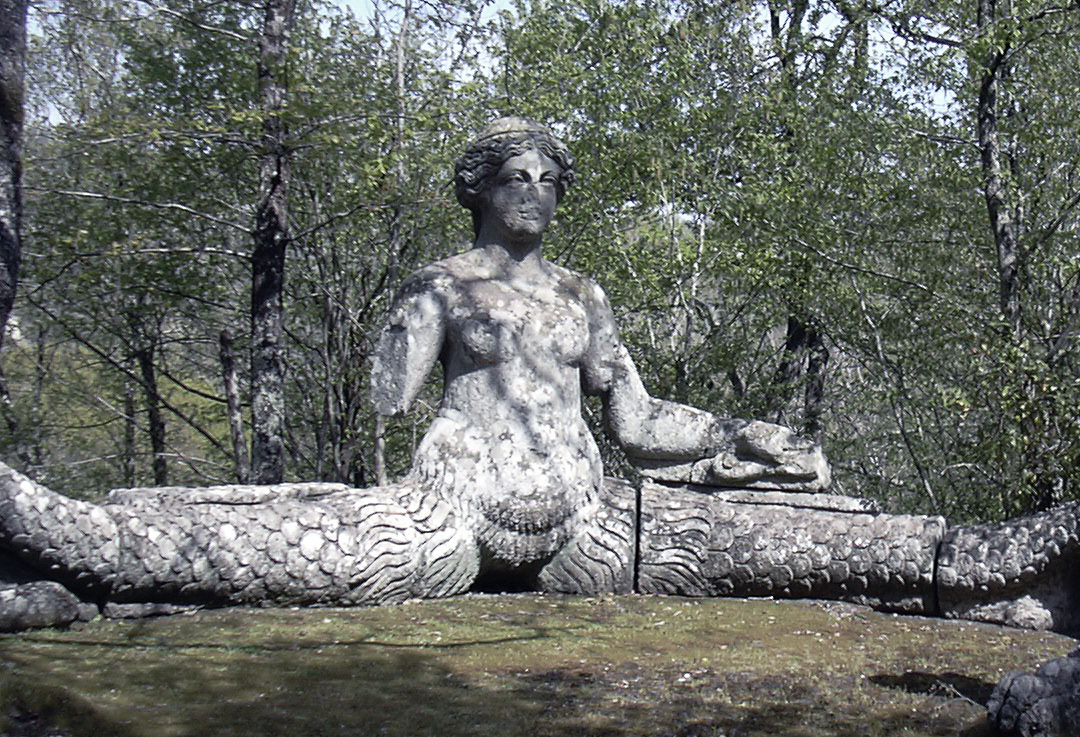
إيكيدنا

إيكيدنا في الأساطير اليونانية، كانت وحشًا ونصف امرأة ونصف أفعى تعيش بمفردها في كهف. كانت رفيقة الوحش المخيف تايفون وكانت أم العديد من أشهر الوحوش في الأسطورة اليونانية.